# Aouzou
Aouzou  o Aozou (in arabo أوزو) è un comune del Ciad situato nel dipartimento di Aouzuo, provincia di Tibesti.
Da esso prende il nome la Striscia di Aozou, a lungo contesa militarmente tra Ciad e Libia per le sue risorse naturali.

## Storia
Già parte del Ciad francese, nel 1935 dopo il trattato Mussolini-Laval insieme alla Striscia di Aouzou venne annesso alla Libia italiana ed entrò a far parte del Territorio Militare del Sud, nel 1943 fu occupato dai francesi.
Nel 1951 Aouzou entrò a far parte della Libia indipendente, ma nel 1955 re Idris I di Libia cedette il villaggio e la sua Striscia al Ciad. Gheddafi rivendicò il territorio come parte della Libia e dal 1978 al 1987 ci fu una lunga guerra tra i due Paesi.
Nel 1994 la Striscia di Aouzou venne assegnata dalla Corte internazionale di giustizia al Ciad e sì stabilì ad Aozou la missione di peacekeeping UNASOG. Anche se l'esercito libico si è ritirato da Aozou e dalla Striscia, tuttora è rivendicato dalla Libia.